# 스팅 작전

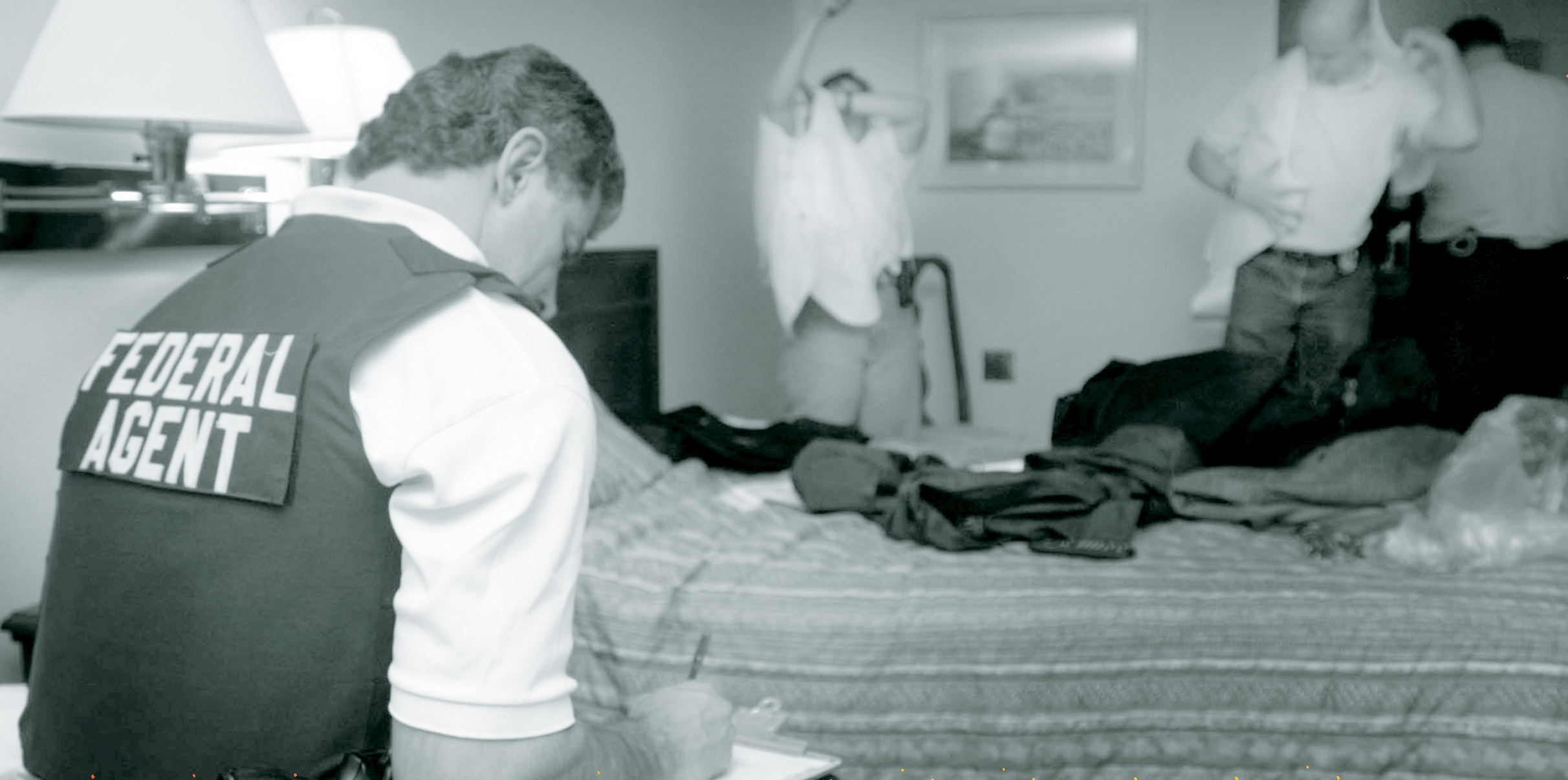

스팅 작전(sting operation) 또는 스팅 수사는 법 집행 기관에서 범죄를 저지르려는 사람을 잡기 위해 고안된 기만적인 작전이다. 일반적인 스팅에는 기밀 법 집행관, 형사 또는 일반 대중의 협동조합원이 범죄 파트너 또는 잠재적 피해자 역할을 하고 용의자의 범죄에 대한 증거를 수집하기 위해 용의자의 행동에 동조하게 된다. 대중 매체 기자들은 범죄 행위를 폭로하기 위해 영상을 녹화하고 방송하는 등의 방법을 동원하기도 한다.
스팅 작전은 미국 등 많은 국가에서 일반적이지만 스웨덴이나 프랑스 등 일부 국가에서는 허용되지 않는다. 필리핀에서는 법 집행관이 불법 마약 구매자를 체포하기 위해 마약상으로 가장하는 것이 불법인 필리핀과 같이 특정 유형의 함정수사를 수행하는 것이 금지되어 있다.

## 같이 보기
- 선불 사기
- 함정수사
- 허니팟
- 정보제공자
- 장물죄
- 스팅 (영화)